# 練習曲 (映画)
『練習曲』（れんしゅうきょく、英題：Island Etude）は、2007年に製作、公開された台湾映画である。
監督は陳懐恩、出演は東明相、SAYA、許效舜、楊麗音、呉念真、胡徳夫など。
日本では、2007年の第3回アジア海洋映画祭イン幕張で上映され、審査員特別賞を受賞。その後、「台湾シネマコレクション2008」として2008年に東京・大阪で劇場公開となった他、にいがた国際映画祭などの各地の映画祭でも上映されている。
日本版DVDは2010年2月3日、エスピーオーから「珠玉のアジアン・ライブラリーVol.5」として発売された（『ビバ!監督人生!!』と2枚組）。

## キャスト
- 東明相（イーストン・ドン）
- SAYA
- K-One
- 許效舜
- 楊麗音（ヤン・リーイン）
- 呉念真（ウー・ニェンチェン）
- 胡徳夫